# Cladobotryum
Cladobotryum is een geslacht behorend tot de familie Hypocreaceae van de ascomyceten. De typesoort is Cladobotryum varium.

## Genera
Volgens Index Fungorum telt het geslacht 45 soorten (peildatum februari 2024):
| Soortnaam                     | Auteur(s)                                     | Publicatiejaar |
| ----------------------------- | --------------------------------------------- | -------------- |
| Cladobotryum amazonense       | C.N. Bastos, H.C. Evans & Samson              | 1981           |
| Cladobotryum apiculatum       | (Tubaki) W. Gams & Hooz.                      | 1970           |
| Cladobotryum arnoldii         | Helfer                                        | 1991           |
| Cladobotryum arthrobotryoides | K. Põldmaa                                    | 2004           |
| Cladobotryum asterophorum     | de Hoog                                       | 1978           |
| Cladobotryum australe         | Viégas                                        | 1946           |
| Cladobotryum campanisporum    | G.R.W. Arnold                                 | 1987           |
| Cladobotryum capitatum        | Raybaud                                       | 1921           |
| Cladobotryum caribense        | R.F. Castañeda                                | 1986           |
| Cladobotryum clavisporum      | (D.J. Gray & Morgan-Jones) Rogerson & Samuels | 1993           |
| Cladobotryum compactum        | K. Põldmaa                                    | 1996           |
| Cladobotryum croceum          | K. Põldmaa                                    | 1996           |
| Cladobotryum cubitense        | R.F. Castañeda & G.R.W. Arnold                | 1987           |
| Cladobotryum curvatum         | de Hoog & W. Gams                             | 1978           |
| Cladobotryum curvididymum     | Matsush.                                      | 1996           |
| Cladobotryum dimorphicum      | K. Põldmaa                                    | 1996           |
| Cladobotryum fungicola        | (G.R.W. Arnold) Rogerson & Samuels            | 1993           |
| Cladobotryum gamsii           | (D.J. Gray & Morgan-Jones) K. Põldmaa         | 2003           |
| Cladobotryum gracile          | K. Põldmaa                                    | 1999           |
| Cladobotryum heterocladum     | (Penz.) Petch                                 | 1932           |
| Cladobotryum heterosporum     | K. Põldmaa                                    | 2011           |
| Cladobotryum hughesii         | Rogerson & Samuels                            | 1993           |
| Cladobotryum indoafrum        | K. Põldmaa                                    | 2011           |
| Cladobotryum longiramosum     | R.F. Castañeda                                | 1986           |
| Cladobotryum macrosporum      | (Link) Nees                                   | 1816           |
| Cladobotryum multiseptatum    | de Hoog                                       | 1978           |
| Cladobotryum mycophilum       | (Oudem.) W. Gams & Hooz.                      | 1970           |
| Cladobotryum novovarium       | K. Põldmaa                                    | 2007           |
| Cladobotryum obconicum        | W. Gams & Schroers                            | 1999           |
| Cladobotryum odorum           | G.R.W. Arnold                                 | 1988           |
| Cladobotryum paravirescens    | K. Põldmaa                                    | 2011           |
| Cladobotryum penicillatum     | W. Gams                                       | 1979           |
| Cladobotryum pinarense        | R.F. Castañeda                                | 1986           |
| Cladobotryum polypori         | (Dearn. & House) Rogerson & Samuels           | 1993           |
| Cladobotryum protrusum        | K. Põldmaa                                    | 2011           |
| Cladobotryum purpureum        | (Morgan-Jones) Helfer                         | 1991           |
| Cladobotryum rubrobrunnescens | Helfer                                        | 1991           |
| Cladobotryum simplex          | K. Põldmaa                                    | 2004           |
| Cladobotryum soroaense        | R.F. Castañeda                                | 1986           |
| Cladobotryum sphaerocephalum  | (Berk.) Rogerson & Samuels                    | 1993           |
| Cladobotryum stereicola       | (G.R.W. Arnold) Rogerson & Samuels            | 1993           |
| Cladobotryum tchimbelense     | K. Põldmaa                                    | 2011           |
| Cladobotryum tenue            | Helfer                                        | 1991           |
| Cladobotryum verticillatum    | (Link) S. Hughes                              | 1958           |
| Cladobotryum virescens        | G.R.W. Arnold                                 | 1987           |